# John Lubbock

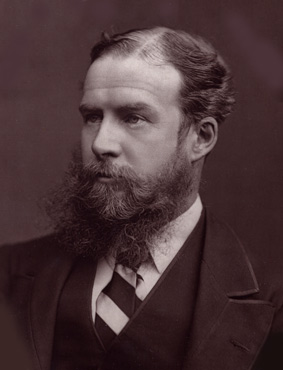

Sir John Lubbock (Londen, 30 april 1834 - Kingsgate Castle, Broadstairs, 28 mei 1913) was een Brits bankier, archeoloog en politicus.
Hij was de vierde John Lubbock in een geslacht van bankiers en politici, waarvan de eerste in 1806 tot baronet was verheven. Als politicus was hij onder meer verantwoordelijk voor het invoeren van de Bank holidays.
In zijn jonge jaren maakte hij kennis met Charles Darwin en hield er een passie voor archeologie en de evolutietheorie aan over. Hij werd een medestander van Thomas Huxley in het debat dat in 1860 aan de Universiteit van Oxford over de evolutietheorie oplaaide.
Lubbock verfijnde in het midden van de 19e eeuw de classificatie van de Deense museumconservator Christian Jürgensen Thomsen.  Die had de prehistorie onderverdeeld in drie perioden: de steentijd, de bronstijd en de ijzertijd.  
Lubbock verdeelde de steentijd in 2 perioden: het paleolithicum (oude steentijd) en het neolithicum (nieuwe steentijd).  Dit gebeurde naargelang de stenen al dan niet gepolijst waren.
Eind de 19e eeuw werd daar een overgangsfase aan toegevoegd, die de benaming mesolithicum meekreeg.
In 1865 publiceerde Lubbock een studie over Doggerland, de laagvlakte tussen Engeland en Frankrijk, België en Nederland. In deze rivierdelta zouden ooit mammoeten, hyena's, beren en neushoorns hebben geleefd. Vondsten van vissers bevestigden zijn theorie.
In 1871 kocht hij de site van de bedreigde megalithische vindplaats Avebury in Wiltshire, om deze als erfgoed te bewaren.
In 1900 werd hij verheven tot Baron van Avebury.
Lubbock woonde in Kingsgate Castle aan de kust van het graafschap Kent, waar hij in 1913 overleed.
- Bibsys: 7026
- Biblioteca Nacional de España: XX823656
- Bibliothèque nationale de France: cb12375721h (data)
- Catàleg d'autoritats de noms i títols de Catalunya: 981058517537106706
- CiNii: DA01808004
- Stuttgart Database of Scientific Illustrators 1450–1950: 8588
- Gemeinsame Normdatei: 118780662
- International Standard Name Identifier: 0000 0001 2132 0271
- Library of Congress Control Number: n50038652
- Nationale Bibliotheek van Letland: 000267284
- Bibliotheek van het Japanse parlement: 00448135
- Nationale Bibliotheek van Tsjechië: jn20000810182
- Nationale bibliotheek van Australië: 36038871
- Nationale Bibliotheek van Israël: 987007264603405171
- Nationale Bibliotheek van Polen: a0000001780645
- Nationale en Universitaire bibliotheek Zagreb: 000608181
- Nederlandse Thesaurus van Auteursnamen: 069555591
- Réseau des bibliothèques de Suisse occidentale: 02-A016687225
- Istituto Centrale per il Catalogo Unico: PUVV433818
- LIBRIS: 72534
- SNAC: w6445q8m
- Système universitaire de documentation: 032797680
- Trove: 1196865
- Virtual International Authority File: 49304122
- WorldCat: E39PBJfH4m38mXW3mB946FFHYP